# Anisogomphus orites
Anisogomphus orites är en trollsländeart som beskrevs av Harry Hyde Laidlaw, Jr. 1922. Anisogomphus orites ingår i släktet Anisogomphus och familjen flodtrollsländor. IUCN kategoriserar arten globalt som otillräckligt studerad. Inga underarter finns listade i Catalogue of Life.